# Carlo Giorgio Garofalo
Carlo Giorgio Garofalo (Roma, 5 agosto 1886 – Roma, 6 aprile 1962) è stato un compositore, direttore d'orchestra e organista italiano.

## Biografia
Carlo Giorgio Garofalo nacque a Roma da Giovanni e Faustina Rinaldi. Frequentò il Collegio Vaticano, studiando organo e composizione musicale. Successivamente seguì il compagno di classe Pietro Yon negli Stati Uniti dove, grazie al suo aiuto, trovò impiego come direttore musicale ed organista della chiesa dell'Immacolata Concezione di Boston.
Dopo due anni trascorsi negli Stati Uniti, vinto dalla nostalgia della sua patria, rientrò in Italia a Roma dove, tuttavia, incontrò una certa ostilità negli ambienti della capitale, che intendevano emarginarlo.
Come compositore ebbe comunque una discreta notorietà, al punto che Nikisch e Toscanini avrebbero voluto eseguire le sue opere, ma ne furono impediti da forza maggiore.
In quel periodo ebbe modo di conoscere e frequentare noti compositori dell'epoca, quali Mascagni, Perosi (con cui collaborò e strinse amicizia in gioventù) ed ingraziarsi la stima di personalità di spicco dell'epoca come il compositore e critico musicale Giovanni Tebaldini.
Dopo la seconda guerra mondiale, fu chiamato all'incarico di docenza all'Accademia di Santa Cecilia, mettendo così in mostra anche le sue qualità di insegnante. Fra i suoi allievi si ricorda Ennio Morricone.
Morì a Roma nel 1962.

## Opere
La maggior parte della sua produzione musicale è caratterizzata da musica sacra (specialmente per coro ed organo) che è stata eseguita nelle principali cattedrali italiane (fra cui Roma, Milano, Bergamo ecc.), ma egli ci ha lasciato anche numerosi lavori che spaziano nei diversi aspetti della musica classica. Fra le composizioni di musica sacra si includono ad esempio la Missa in Honorem Sanctissima Trinitatis e la Missa in Honorem Immaculatae Conceptionis.
La musica di Garofalo è stata eseguita sporadicamente in tutti gli Stati Uniti per mezzo secolo. La seguente recensione della Messa in Re di Garofalo apparve su Musical America, il 23 agosto 1913:
«23 agosto 1913 - Una splendida opera è una messa in re di Carlo Giorgio Garofalo per voci miste e organo, in conformità con il Motu proprio (di Papa Pio X). È un esempio di puro contrappunto melodioso, scritto con maestria e abbondante ispirazione. Il signor Garofalo dimostra la sua capacità di scrivere entro i limiti di questa forma (il Motu proprio), con insolito successo. Il materiale melodico è insolitamente fine e il Sanctus tocca una vetta elevata. È dedicato al coro dell'Immacolata Concezione di Boston, Massachusetts (dove è stato direttore musicale) ed è pubblicato dalla Boston Music Company.»
Fra le sue opere profane vale la pena di ricordare l'opera buffa Il Giocoliere, che negli anni trenta fu posta favorevolmente all'attenzione di Beniamino Gigli, la Sinfonia Romantica e il Concerto per Violino recentemente ripubblicati dalla casa discografica Naxos, la Sinfonia nº 2, la Sinfonia Capriccio, il Quartetto per archi, la Danza Bizzarra, la trascrizione per violino e pianoforte del Divertimento per violino di Bartolomeo Campagnoli e diversi pezzi per pianoforte.

## Discografia
- 31 agosto 2010 – Sergei Stadler, Joel Spiegelman, Carlo Giorgio Garofalo: Violin Concerto; Romantic Symphony, CD (x1), Naxos 8570877
- 1º aprile 2002 – Sergei Stadler, Joel Spiegelman, Garofalo: Romantic Symphony, Violin Concerto, CD (x1), Marco Polo 8.225183